# Шанський (присілок)
Ша́нський (рос. Шанский, башк. Шанский) — присілок у складі Зілаїрського району Башкортостану, Росія. Входить до складу Кананікольської сільської ради.
Населення — 203 особи (2010; 272 в 2002).
Національний склад:
- башкири — 72%